# Norsk Polarinstitutt Glacier
Norsk Polarinstitutt Glacier är en glaciär i Antarktis. Den ligger i Östantarktis. Norge gör anspråk på området. Norsk Polarinstitutt Glacier ligger 2 113 meter över havet.
Terrängen runt Norsk Polarinstitutt Glacier är varierad. Trakten är obefolkad. Det finns inga samhällen i närheten. 